# Oreste Corbatta
Oreste Osmar Corbatta (Daireaux, 11 de marzo de 1936-La Plata, 5 de diciembre de 1991) fue un futbolista argentino, que se desempeñó como extremo derecho. Es considerado por muchos especialistas, exfutbolistas y aficionados como el mejor right-winger en la historia del fútbol argentino, por haber mostrado un talento notable en el regate y en la ejecución de penales.
Debutó como futbolista con Racing Club, donde es reconocido como ídolo, en 1955. En el club de Avellaneda conquistó la Primera División de Argentina en 1958 y 1961. Numerosas crónicas de la época mencionan del jugador una habilidad extraordinaria. Sin embargo, su problema con el alcohol lo fue llevando a un pozo prematuro en su carrera.
En 1963, luego de su paso por Racing, fue transferido a Boca Juniors, donde fue partícipe del equipo que se consagró bicampeón en 1964 y 1965. Entre 1965 y 1969 tuvo un paso por el fútbol colombiano, con el Independiente Medellín. Jugó sus últimos años en equipos argentinos de divisiones menores y se retiró del fútbol, finalmente, en 1974.
Fue internacional con la selección de fútbol de Argentina, donde conquistó 2 ediciones del Campeonato Sudamericano (hoy Copa América) en 1957 y 1959 (Argentina). También participó en la Copa Mundial de Fútbol de 1958, que tuvo lugar en Suecia.

## Trayectoria

### Inicios
Nacido en Daireaux, provincia de Buenos Aires, de un inmigrante italiano de Recanati y una madre argentina, Corbatta comenzó su formación futbolística en Estudiantes de La Plata a los catorce años. En 1953, se incorporó al Club Juverlandia de Chascomús para competir en el campeonato regional de la Liga Platense. Sus destacadas actuaciones llamaron la atención del Racing Club de Avellaneda, que lo contrató por 14 000 M$N en calidad de préstamo por un año.

### Racing Club

#### Temporada 1955
Debutó con el Racing Club de la Primera División de Argentina el 30 de abril de 1955, en la derrota 1–0 contra Gimnasia y Esgrima (LP) en Eva Perón (hoy, La Plata). El 22 de mayo convirtió su primer gol contra Ferro Carril Oeste en la victoria 3–0 de su equipo por la 4.ª fecha del campeonato, disputada en el Cilindro de Avellaneda. Volvió a convertir el 6 de noviembre por la 24.ª fecha, en la goleada 3–0 contra Rosario Central en Avellaneda, tras pase en cortada de Adalberto Rodríguez.

#### Temporada 1956

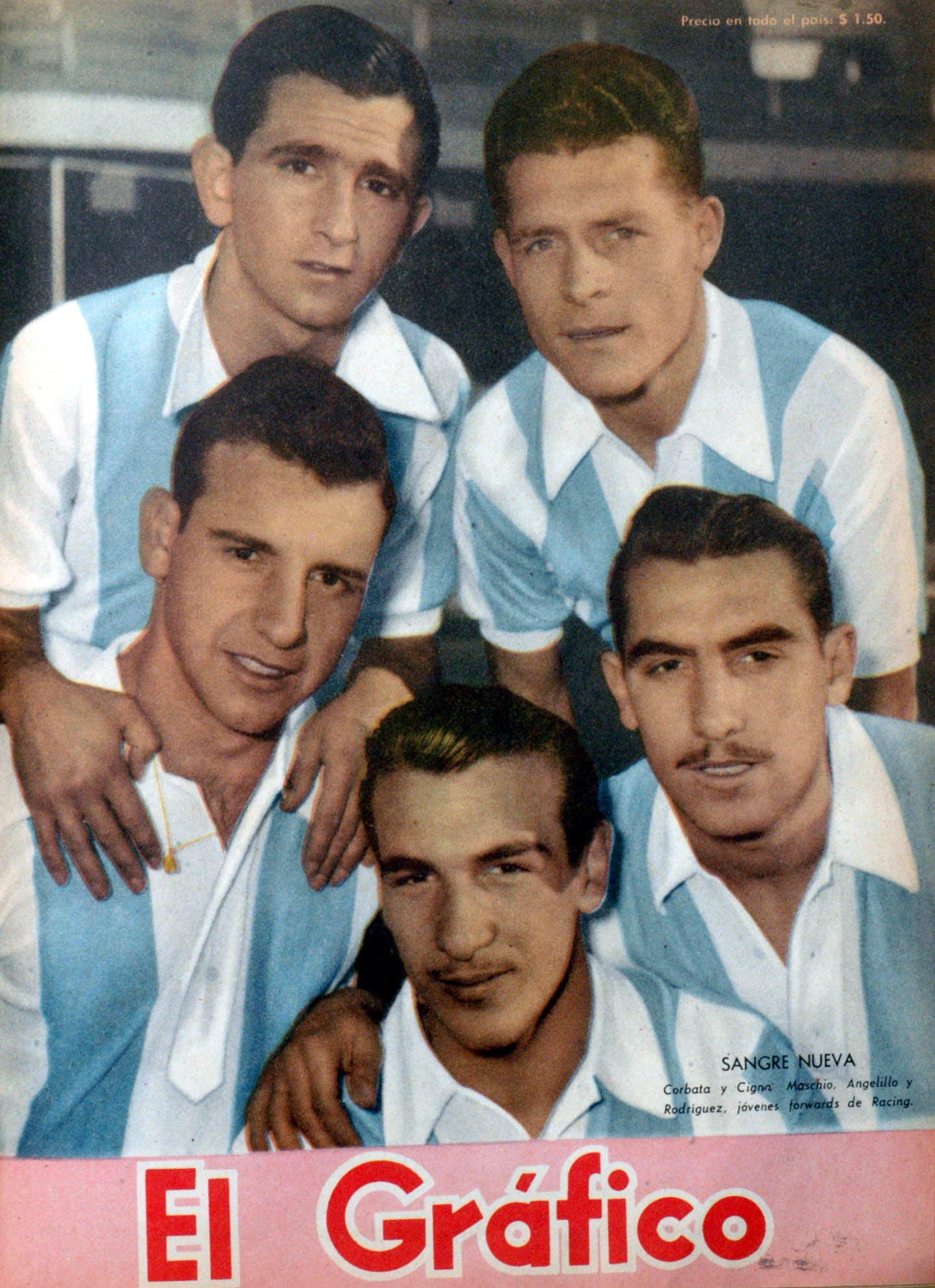
Corbatta junto a Humberto Maschio, Ángel Cigna, Antonio Angelillo y Adalberto Rodríguez - El Gráfico (29 de julio de 1955)

Tuvo un desempeño sobresaliente durante la temporada, anotando 15 goles —10 de ellos desde el punto penal— y destacándose en momentos decisivos para Racing. Su aporte comenzó el 6 de mayo, en la 4.ª fecha, cuando marcó los dos tantos en el triunfo 2–0 ante Independiente: primero con un remate potente y luego de penal, tras una falta a Humberto Maschio.
El 27 de mayo, en la 7.ª jornada, convirtió otro penal en el empate 1–1 ante Vélez Sarsfield. Semanas después, el 17 de junio, brilló nuevamente en la 9.ª fecha contra Newell's Old Boys con un gol tras eludir a tres defensores y disparar desde un ángulo cerrado.

El 22 de julio, en la 11.ª jornada, sumó un doblete en la victoria sobre Ferro Carril Oeste: una volea tras un centro de Néstor Santos y un potente remate cruzado luego de controlar con el pecho un pase de Norberto Cupo. Días más tarde, en la 12.ª fecha, convirtió otro penal ante Lanús, pese a que Racing cayó 2–1.

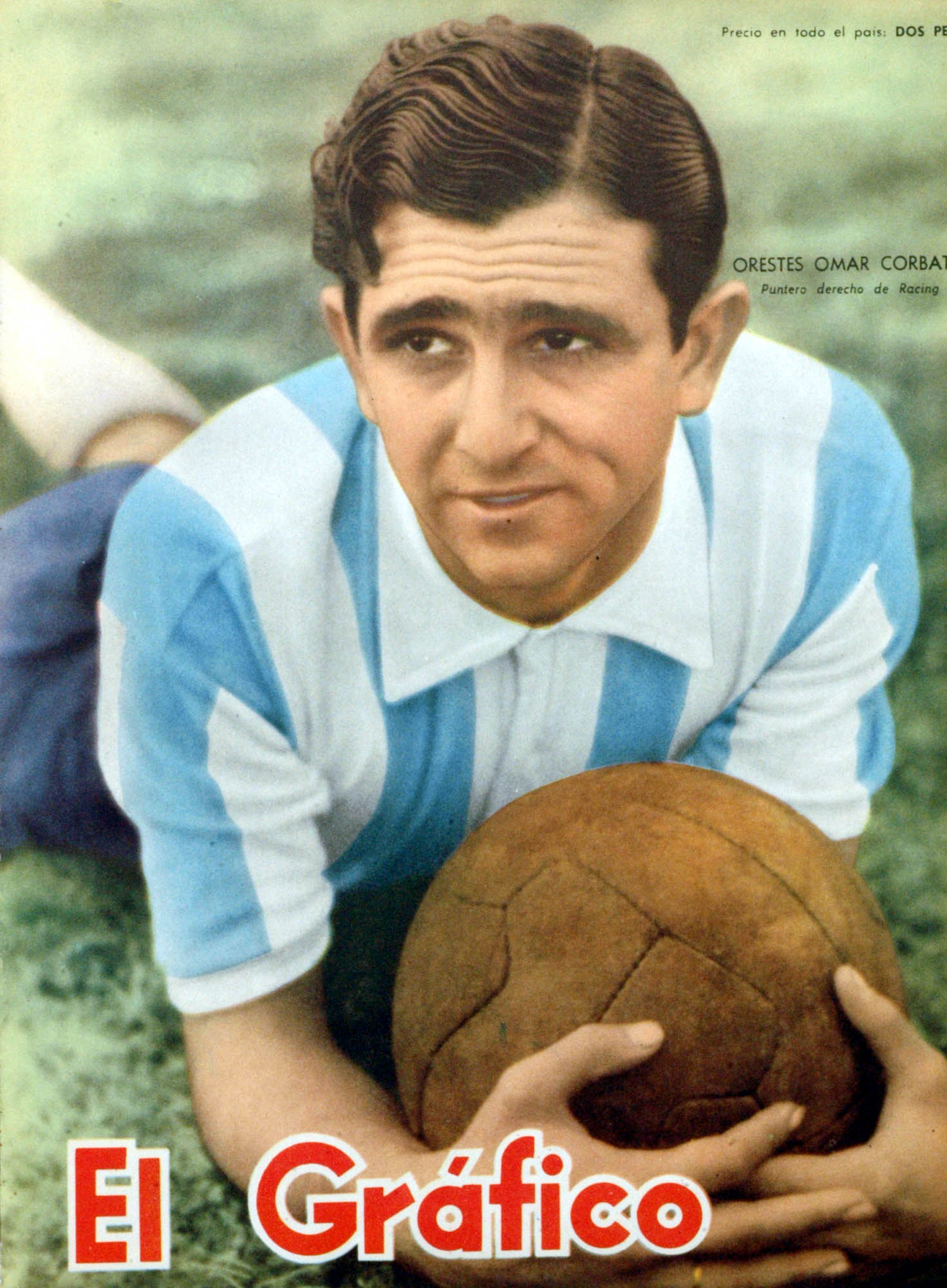
Corbatta en la portada de la revista El Gráfico (31 de agosto de 1956)

El 5 de agosto, en la 13.ª fecha, marcó dos penales en la derrota 2–1 frente a Argentinos Juniors. El 26 del mismo mes, en la 15.ª jornada, abrió el marcador en la victoria 3–0 ante Chacarita Juniors con un disparo cruzado tras pase de Manuel Blanco. El 2 de septiembre, en la 16.ª fecha, selló el triunfo 3–2 sobre Tigre con otro penal.
El 23 de septiembre, durante la 19.ª jornada, anotó nuevamente desde los doce pasos en el empate 2–2 frente a Independiente tras una falta a Juan José Pizzuti. En la 24.ª fecha, el 28 de octubre, marcó el empate 2–2 ante Newell's con un penal causado por una infracción de Emilio Semprini. Cerró el torneo con dos goles más: uno el 18 de noviembre en el empate 1–1 frente a Argentinos y otro el 25 de noviembre, en la victoria 6–2 sobre San Lorenzo. En total, jugó 30 partidos y fue figura clave para Racing.

#### Temporada 1957
Tuvo una destacada temporada, anotando 12 goles en 27 partidos —6 de ellos desde el punto penal—. Comenzó con un gol en la 2.ª fecha contra Rosario Central, aprovechando un error del arquero rival. En la 10.ª fecha, marcó un gol de tiro libre contra Estudiantes (LP) para poner el 0–2. En el clásico de Avellaneda del 11 de agosto, anotó un penal para el 2–1 contra Independiente.
El 29 de septiembre, en la 21.ª fecha, convirtió otro penal frente a Argentinos Juniors, ampliando la ventaja en un 5–2. En la 22.ª fecha, ejecutó un penal decisivo contra Ferro Carril Oeste a los 84 minutos para asegurar el 2–1.
El 10 de noviembre, en la victoria 5–0 contra Huracán, Corbatta marcó de tiro libre, luego anotó un penal y cerró su actuación con un gol desde 35 metros. El 24 de noviembre, en un empate 2–2 contra Estudiantes (LP), anotó tras un rebote en la barrera.
El 4 de diciembre, selló el 2–0 contra Tigre con un penal, y finalmente, el 11 de diciembre, anotó un gol personal en la victoria 5–1 frente a Atlanta.

#### Temporada 1958

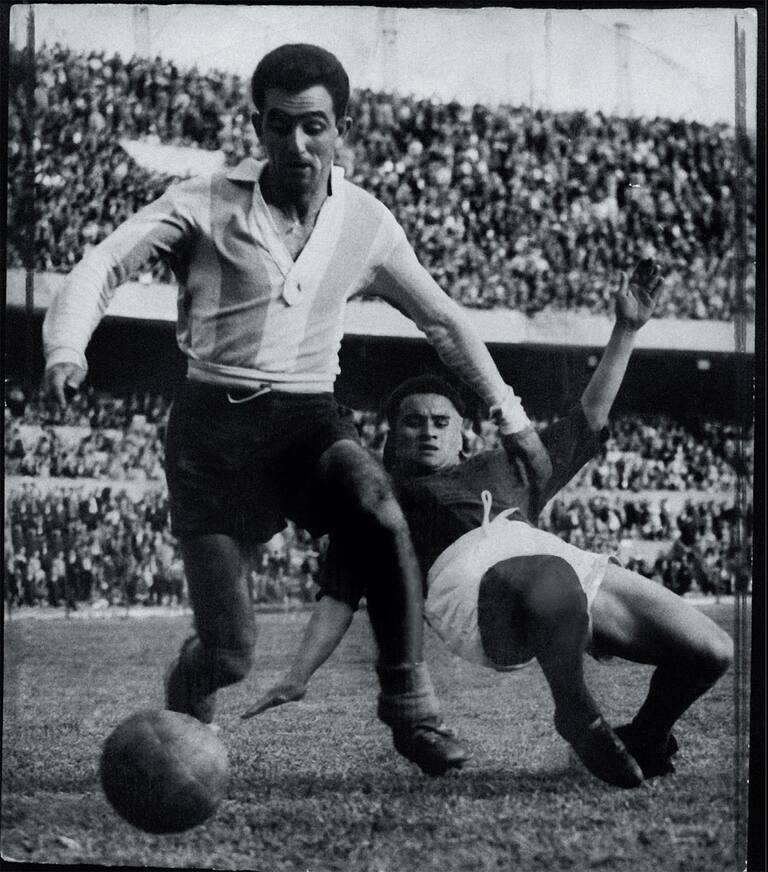
Corbatta elude al defensor David Iñigo de San Lorenzo (5 de octubre de 1958)

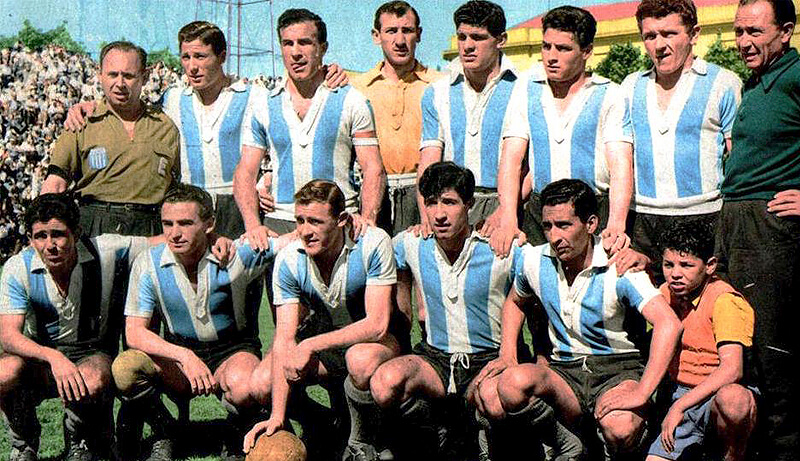
Corbatta (primero abajo, de derecha a izquierda) junto al equipo campeón.

Corbatta brilló en la temporada de 1958, siendo una figura clave en la delantera histórica junto a Juan José Pizzutti, Pedro Manfredini, Rubén Héctor Sosa y Raúl Oscar Belén. Anotó 10 goles en 25 partidos —4 de ellos desde el punto penal—. En la 1.ª fecha, el 23 de marzo, marcó el segundo gol en la victoria 3–0 contra Newell’s Old Boys, tras un penal. En la 2.ª fecha, el 30 de marzo, anotó el gol del descuento en la derrota 2–1 frente a Atlanta, también de penal.
El 6 de julio, en la 4.ª fecha, definió la victoria 2–1 ante Estudiantes (LP) con un potente remate cruzado. Más tarde, en la 8.ª fecha, el 10 de agosto, selló el triunfo 4–1 ante Huracán con un gol al minuto 89. En la 10.ª fecha, el 31 de agosto, convirtió un penal que dio la ventaja en el 3–2 frente a Central Córdoba de Rosario.
El 7 de septiembre, en la 11.ª fecha, marcó de tiro libre en la victoria 3–2 ante River Plate. En la 13.ª fecha, el 21 de septiembre, anotó un gol tras una jugada individual en la goleada 4–0 frente a Lanús. El 5 de octubre, en la 15.ª fecha, selló el 3–1 contra San Lorenzo con un disparo cruzado.
El 19 de octubre, en la 17.ª fecha, adelantó a su equipo con un gol en el empate 1–1 ante Atlanta. Luego, en la 18.ª fecha, el 22 de octubre, convirtió un penal que permitió la remontada en la victoria 4–1 sobre Independiente. El 26 de octubre, Racing visitaba a Estudiantes mientras en la Ciudad del Vaticano elegían al sucesor del Papa Pío XII, que había fallecido el 8 de ese mes. Durante el segundo tiempo, el público empezó a gritar: «La hinchada se estremece, Corbatta Pío XIII». Finalmente, en la 28.ª fecha, el 14 de diciembre, Racing empató 3–3 con Lanús, lo que les otorgó el campeonato.

#### Temporada 1959

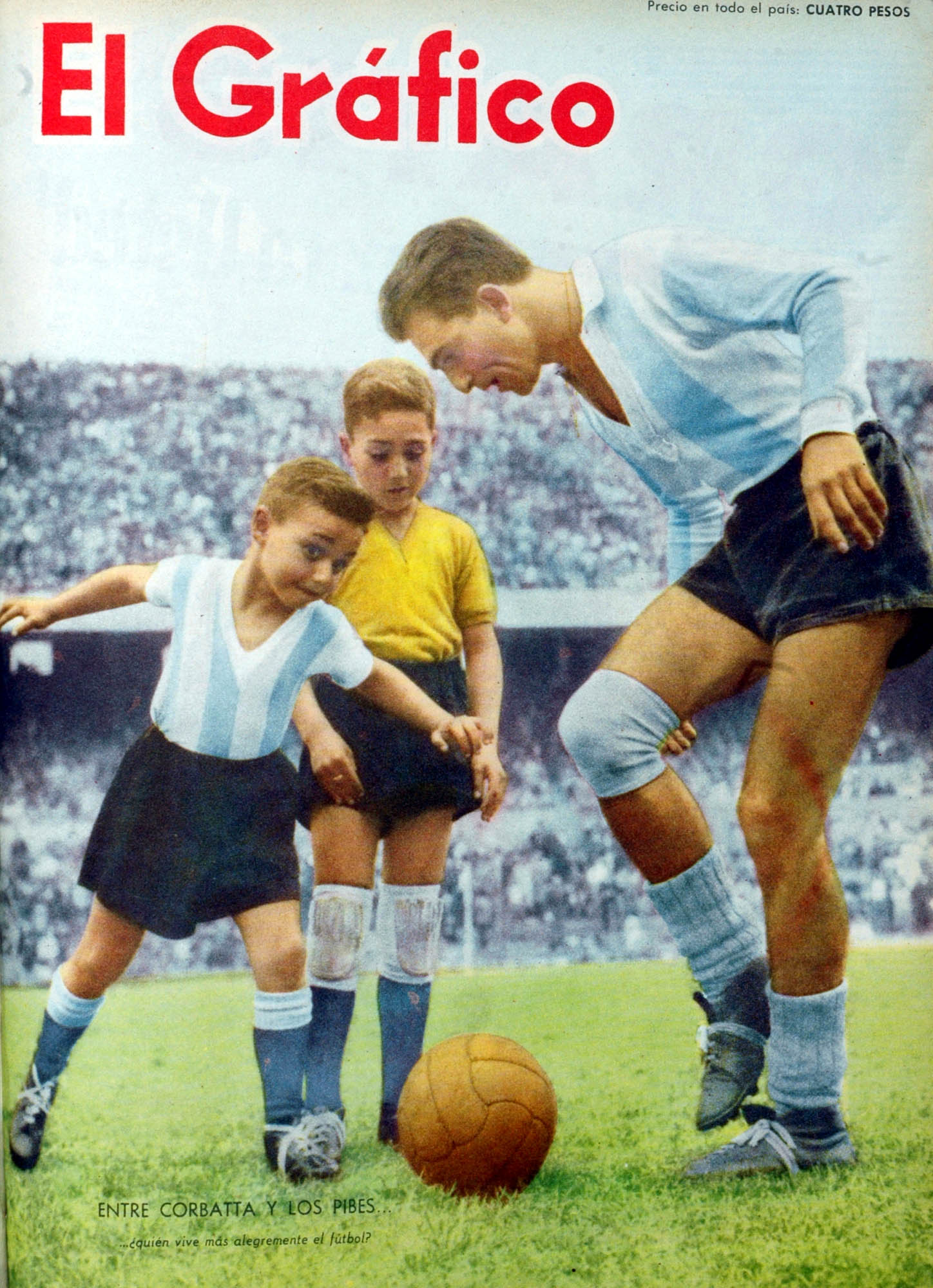
Corbatta jugando con un grupo de niños en la tapa de la revista El Gráfico (12 de marzo de 1959)

La temporada 1959 fue una nueva etapa destacada para Corbatta, quien consolidó su estatus como figura determinante del fútbol argentino, especialmente con su capacidad de transformar penales y su destreza en el uno contra uno. Anotó 7 goles en 19 partidos —4 de ellos desde el punto penal—
En la 3.ª fecha, el 20 de mayo, anotó el único gol de la victoria 1–0 sobre Vélez Sarsfield en Liniers, tras un penal ejecutado a los 70 minutos, sancionado por una falta de Rafael García Fierro. En la 6.ª fecha, el 31 de mayo, amplió la ventaja en la victoria 2–0 contra Lanús, al marcar con un disparo cruzado a los 39 minutos tras un error del arquero rival.
El 28 de junio, en la 10.ª fecha, selló la victoria 3–1 sobre Boca Juniors con un gol de penal al minuto 89, tras una falta de Cardoso sobre Belén. En la 12.ª fecha, el 26 de julio, aunque su equipo cayó 3–2 frente a Gimnasia y Esgrima (LP), Corbatta anotó a los 37 minutos, enviando un balón rechazado por la defensa rival al fondo de la red con un disparo preciso.
En la 14.ª fecha, el 9 de agosto, marcó de penal a los 30 minutos durante el clásico contra Independiente, generando su propio penal tras una falta de Alberto Britos, aunque el partido terminó con derrota 3–1. El 16 de agosto, en la 15.ª fecha, contribuyó a la victoria 5–2 contra Argentinos Juniors, con un penal a los 76 minutos tras una infracción sobre Raúl Belén.
Finalmente, en la 19.ª fecha, el 13 de septiembre, completó una victoria contundente 4–1 sobre Huracán con un potente disparo a los 72 minutos, tras un pase de Juan José Pizzuti.

#### Temporada 1960
Con 14 goles en el campeonato, de los cuales 6 fueron ejecutados con maestría desde el punto penal, «el Loco» colaboró en el 4.º puesto de Racing. En la 12.ª fecha contra River Plate, igualó el marcador 1–1 a los 31 minutos tras un foul de José Varacka a Pedro Mansilla. Una semana después, en la 13.ª fecha frente a Newell’s Old Boys, sentenció el 4–1 a los 84 minutos, convirtiendo otro penal generado por Mansilla.
El clásico de Avellaneda en la 14.ª fecha lo vio brillar al transformar un penal al minuto 74, derivado de una falta que él mismo recibió. Más tarde, en la 21.ª fecha, en un impactante 11–3 contra Rosario Central, convirtió tres goles, incluyendo dos penales, y uno con remate rasante tras una asistencia de Rubén Sosa. Además de su precisión en los penales, Corbatta dejó su huella en jugadas abiertas. En la 22.ª fecha contra Atlanta, empalmó un centro preciso de Sosa para marcar el 1-3. 
En la 24.ª fecha, Racing visitó a San Lorenzo en el Gasómetro y perdió 2–1. Corbatta anotó el descuento a los 88 minutos al aprovechar un error del arquero Vladimiro Tarnawsky, que chocó con un compañero al intentar atrapar un centro. En la victoria por 4-1 frente a Estudiantes de La Plata en la 25.ª fecha, cerró el marcador a los 87 minutos con un penal sancionado por mano de Víctor Alarcón. Una semana después, Racing cayó 2–1 ante Lanús, pero Corbatta anotó el empate transitorio a los 74 minutos con un exquisito tiro libre desde el borde del área.
En la 28.ª fecha, ante Newell’s, aumentó el marcador 0–2 con un remate cruzado tras un pase de Juan José Pizzuti. Finalmente, en la 30.ª fecha frente a Argentinos Juniors, cerró el torneo con dos goles en los minutos finales.

### Boca Juniors
En 1963, Corbatta fue transferido al Club Atlético Boca Juniors por 12 millones de pesos, lo que permitió a Racing mejorar las condiciones de su estadio y construir nuevas instalaciones deportivas. El 19 de mayo de 1963, Corbatta anotó los tres goles en una victoria por 3-0 contra Vélez Sarsfield y participó en la final de la Copa Libertadores de ese año, donde el equipo perdió contra Santos Futebol Clube de Pelé. En sus últimos dos años en Boca Juniors, ganó el bicampeonato de 1964 y 1965.

### Independiente Medellín
En 1965, Corbatta se trasladó a Independiente Medellín en Colombia, donde jugó durante tres años. En las filas de Independiente Medellín, el destino quiso que se enfrentara a Racing en la Copa Libertadores de 1967, en un partido donde Agustín Cejas le atajó un penal. Muchos hinchas del equipo colombiano recuerdan una goleada 8-3 a Deportes Tolima como visitante el 25 de mayo de 1969, en la que Corbatta le marcó 5 goles al arquero local.

### Últimos años
Posteriormente, regresó a Argentina y jugó en equipos de ligas menores. En San Telmo jugó una temporada marcando diez goles, a dos del goleador máximo, Carlos A. Pandolfi. Debutó frente a All Boys en el año 1970 a los 34 años de edad, marcando un gol de penal en un partido que terminó 2-2. Su último partido en San Telmo fue una derrota por 2-0 contra Ferro Carril Oeste en el Gasómetro de San Lorenzo de Almagro por el campeonato de Primera División B el 6 de diciembre de 1970.
En 1971, jugó en equipos de la Liga Rionegrina y luego en General Roca en Italia Unida (1972) y en Tiro Federal (1973-1974). A lo largo de su carrera profesional, Corbatta falló solo cuatro de los sesenta y ocho penales que ejecutó. 

## Selección nacional

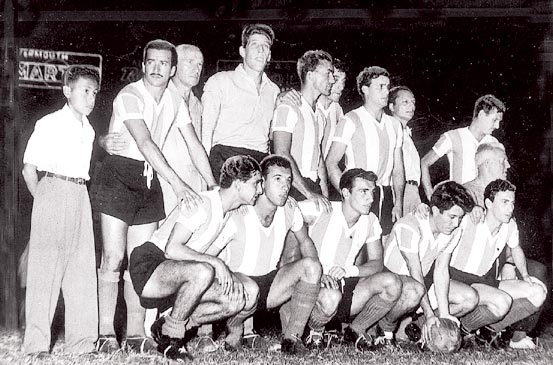
El inolvidable equipo de los carasucias

Corbatta jugó un total de 43 partidos para Argentina, en los que anotó 18 goles, llegando a ocupar el puesto 13 en la clasificación junto con Domingo Tarasconi. Fue parte del equipo que ganó el Campeonato Sudamericano en 1957, donde formó una línea de ataque legendaria junto a Humberto Maschio, Antonio Angelillo, Omar Sívori y Osvaldo Héctor Cruz. Fueron apodados «los carasucias» y ese fue el primer éxito argentino con gran repercusión en los medios. Debido a su gran desempeño en el torneo, un periodista chileno definió a Corbatta como «el jugador de dibujos animados». Con Corbatta en el equipo, la selección nacional repetiría la hazaña en 1959 (el primero que ocurrió en ese año, disputado en Argentina).
Hay quienes consideran que convirtió el mejor gol de la historia jugando para la selección ante Chile el 20 de octubre de 1957. Ante unas 30 000 personas en La Bombonera, Corbatta eludió a toda la defensa chilena y realizó una anotación antológica, que fue retratada por la revista estadounidense Life en un montaje fotográfico a doble página.
Corbatta también participó en la Copa Mundial de la FIFA 1958 en Suecia, contribuyendo con tres goles en tres partidos en una eventual eliminación en la fase de grupos.
| Mundial                        | Sede   | Resultado    | Partidos | Goles |
| ------------------------------ | ------ | ------------ | -------- | ----- |
| Copa Mundial de Fútbol de 1958 | Suecia | Primera fase | 3        | 3     |

## Estadísticas

### Clubes
| Equipo                      | País      | Año       | Partidos | Goles |
| --------------------------- | --------- | --------- | -------- | ----- |
| Racing Club                 | Argentina | 1954-1962 | 195      | 79    |
| Boca Juniors                | Argentina | 1963-1965 | 18       | 7     |
| Independiente Medellín      | Colombia  | 1965-1969 | 149      | 35    |
| San Telmo                   | Argentina | 1970      | 33       | 10    |
| Italia Unida                | Argentina | 1972      | ?        | ?     |
| Tiro Federal (General Roca) | Argentina | 1973-1974 | ?        | ?     |

### Selección argentina
| Temporada | Equipo    | Torneo                                   |
| --------- | --------- | ---------------------------------------- |
| 1956      | Argentina | Campeonato Panamericano de Fútbol 1956   |
| 1957      | Argentina | Campeonato Sudamericano 1957             |
| 1958      | Argentina | Copa Mundial de Fútbol de 1958           |
| 1959      | Argentina | Campeonato Sudamericano 1959 (Argentina) |

## Palmarés

### Como jugador

#### Campeonatos nacionales
| Título           | Equipo       | País      | Año  |
| ---------------- | ------------ | --------- | ---- |
| Primera División | Racing Club  | Argentina | 1958 |
| Primera División | Racing Club  | Argentina | 1961 |
| Primera División | Boca Juniors | Argentina | 1964 |
| Primera División | Boca Juniors | Argentina | 1965 |

#### Copas internacionales
| Título       | Equipo              | País      | Año  |
| ------------ | ------------------- | --------- | ---- |
| Copa América | Selección argentina | Perú      | 1957 |
| Copa América | Selección argentina | Argentina | 1959 |

## Vida personal
Corbatta enfrentó serios problemas con el alcoholismo, llegando a jugar varios partidos en estado de completa embriaguez. Analfabeto, nunca aprendió a leer.

A la pelota hay que tratarla bien. Es como una mujer, si le pegás se te va. Por eso yo no le pego: la acaricio. Por eso no me la pueden sacar, porque ella no se quiere ir de mi lado
Corbatta  vía una entrevista 

Pobre y solo —se casó y divorció cuatro veces— Corbatta falleció de cáncer de laringe en La Plata en 1991, a los cincuenta y cinco años. En 2006, para conmemorar el decimoquinto aniversario de su muerte, fue incluido en el Salón de la Fama del Racing Club y se inauguró una estatua de bronce realizada por Daniel Zimermann. El municipio de Avellaneda renombró la calle trasera del estadio Presidente Perón como «pasaje Corbatta» en su honor.